# Marcus Lawrence Ward
Pour les articles homonymes, voir Ward.
Marcus Lawrence Ward (9 novembre 1812 – 25 avril 1884) était un homme politique américain, membre du parti républicain, 21e gouverneur du New Jersey de 1866 à 1869 et représentant au Congrès de 1873 à 1875. Il fut aussi le 4e président du parti républicain de 1866 à 1868.
En tant que gouverneur du New Jersey (élu à sa deuxième tentative), il fit ratifier, par la nouvelle législature républicaine du New Jersey, le 23 janvier 1866, le 13e amendement abolissant et interdisant l'esclavage (l'amendement avait été rejeté une première fois par l'ancienne majorité démocrate le 16 mars 1865). Il fit également ratifier par le congrès local le 14e amendements à la constitution américaine, protégeant les droits des anciens esclaves.